# Викиречник
Викиречник (од речи: вики и речник) вишејезички је интернет базиран пројекат, који ствара речник и тесаурус слободног садржаја, доступан на више од 150 језика.

## Викиречиник
За разлику од стандардних речника, викиречник је написан у сарадњи волонтера користећи википрограме, допуштајући да чланке мења готово свако са приступом интернету. Као и његов сестрински пројекат Википедију, Викиречник води Задужбина Викимедија. Зато што Викиречник није ограничен условима писаног простора, већина његових језичких издања нуди дефиниције и преводе речи са много језика, а нека издања нуде додатне информације које се типично налазе у речницима и лексиконима. Додатно, енглески Викиречник укључује Wikisaurus, категорију која служи као речник, укључујући попис уличног говора (жаргона) и једноставни енглески Викиречник, створен користећи основни енглески подскуп енглеског језика.